# Trýzel škardolistý
Trýzel škardolistý (Erysimum crepidifolium) je světle žlutě kvetoucí planě rostoucí rostlina dorůstající do 60 cm. Jeho výskyt v České republice představuje podstatnou část areálu ve kterém tento druh roste.

## Rozšíření
Vyskytuje se jen ostrůvkovitě a to v poměrně malé oblasti která zahrnuje střední a jižní Německo, Českou republiku a malou izolovanou oblast na pomezí mezi středním Slovenskem a severním Maďarskem. V ČR roste ve středních a severozápadních Čechách a to nejčastěji v Českém středohoří, Českém krasu, Doupovských horách a Dolním Povltaví; na Moravě se téměř nevyskytuje.
Vyrůstá na suchých osluněných skalách, na travnatých kamenitých stráních a v sutích, po okrajích listnatých lesů nebo druhotně v místech narušených lidskou činnosti. Preferuje podloží z vápence, diabasu nebo břidlice. Těžiště výskytu se nachází v kolinním stupni, jen vzácněji se objevuje ve vyšších polohách.

## Popis
Dvouletá nebo krátce vytrvalá rostlina s jednoduchou nebo rozvětvenou tuhou lodyhou 15 až 60 cm vysokou která vyrůstá z asi 0,5 cm hrubého dřevnatějícícho kořene světle hnědé barvy z něhož odbočují takřka vodorovně boční kořínky. Oblá a jemně rýhovaná lodyha bývá asi do dvou třetin od spodu nafialovělá a výše modravě zelená, vespod je porostlá odstávajícími chlupy jejichž výskyt směrem vzhůru řídne. Listy v přízemní růžici i spodní lodyžní bývají dlouhé 5 až 8 cm, mají hustě chlupaté řapíky 0,5 až 4 cm dlouhé, jejich listové čepele jsou úzce obkopinaté neb čárkovité a po obvodě řídce výrazně zubaté (zuby do 2 mm dlouhé). Kratší horní lodyžní listy jsou přisedlé, úzce čárkovitého tvaru a po obvodě celokrajné. Všechny listy jsou porostlé vidlicovitými nebo trojramennými chlupy. Přízemní listy bývají v době kvetení již odumřelé. Na lodyze někdy vespod zůstávají uschlé loňské listy.
Žlutozelené až světle žluté, čtyřčetné oboupohlavné květy s podlouhlými chlupatými listeny vyrůstají na stopkách až 3 mm dlouhých a vytvářejí hroznovité květenství s chlupatým vřetenem. V květu jsou čtyři úzce elipsovité kališní lístky až 7 mm dlouhé s úzkým blanitým lemem a čtyři žlutozelené až světle žluté korunní lístky asi 11 mm dlouhé; oboje lístky jsou zvenčí chlupaté. Šest nitek 5 až 7 mm nese bílé prašníky, chlupatý semeník je svrchní. Kvete obvykle od dubna do června, květy opyluje hmyz.
Plody jsou k vřetenu přitisknuté nebo mírně odstávající 4hranné, chlupaté, něco málo prohnuté dvoupouzdré šešule dlouhé až 7 cm. Vyrůstají na tlustých stopkách asi 0,5 cm dlouhých a nedosahují vrcholu květenství. Obsahují úzce podlouhlá semena (1 × 0,3 mm) která jsou čokoládově hnědá a jemně rýhovaná.

## Toxicita
Zvláštnosti této rostliny je velký obsah toxických srdečních glykosidů které po skrmení domácí drůbeží (husy, kuřata) nebo králíky mají na ně až smrtící účinky. Nejvíce glykosidů obsahují semena.

## Ohrožení
I když na vhodných lokalitách trýzel škardolistý roste často masově a poměrně dobře se semeny rozmnožuje, je v "Červeném seznam cévnatých rostlin České republiky: třetí vydání" řazen mezi ohrožené druhy (C3). Zákonem (Vyhláškou MŽP ČR č. 395/1992 Sb.) však v Česku na rozdíl od Slovenska chráněn není.